# Paul-Marie-Maurice Perrin
Paul-Marie-Maurice Perrin (ur. 30 czerwca 1904 w Grenoble, zm. 3 października 1994) – francuski duchowny rzymskokatolicki, arcybiskup kartagiński i bagdadzki, ostatni prymas Afryki, dyplomata papieski.

## Biografia
29 czerwca 1936 otrzymał święcenia prezbiteriatu i został kapłanem archidiecezji kartagińskiej.
7 czerwca 1947 papież Pius XII mianował go biskupem pomocniczym archidiecezji kartagińskiej oraz biskupem tytularnym utyckim. 28 października 1947 przyjął sakrę biskupią z rąk arcybiskupa kartagińskiego Charlesa-Alberta Gounota CM. Współkonsekratorami byli koadiutor wikariatu apostolskiego Wagadugu bp Louis-Marie-Joseph Durrieu MAfr oraz biskup konstantynowski Léon-Etienne Duval.
29 października 1953, po śmierci abp Gounota, Pius XII wyznaczył bpa Perrina na nowego arcybiskupa kartagińskiego i prymasa Afryki. Na tym stanowisku zastało go 20 marca 1956 ogłoszenie niepodległości przez Tunezję, co w konsekwencji spowodowało wyjazd większości ludności europejskiej, która stanowiła tutejszą populację katolików. 9 lipca 1964 papież Paweł VI zniósł archidiecezję kartagińską i tytuł prymasa Afryki, ustanawiając w jej miejsce prałaturę terytorialną Tunisu. Tym samym abp Perrin został prałatem terytorialnym Tunisu oraz arcybiskupem tytularnym novickim. Z prałatury zrezygnował 9 stycznia 1965.
Jako ojciec soborowy wziął udział w soborze watykańskim II.
31 lipca 1965 Paweł VI mianował go delegatem apostolskim w Iraku i 2 sierpnia 1965 arcybiskupem bagdadzkim. 14 października 1966, po podniesieniu rangi papieskiej misji dyplomatycznej w Iraku, został pronuncjuszem apostolskim w Iraku. Z obu tych stanowisk odszedł 16 stycznia 1970, gdy został wyznaczony pronuncjuszem apostolskim w Etiopii i arcybiskupem tytularnym gurzijskim. 15 listopada 1972 przeszedł na emeryturę